# Houdain Lane Cemetery
Le Houdain Lane Cemetery   est un cimetière militaire de la Première Guerre mondiale, situé sur le territoire de la commune de Tilloy-lès-Mofflaines, dans le département du Pas-de-Calais, à l'est d'Arras.

## Localisation
Ce cimetière est situé à 2 km au nord du centre de la commune, Chemin des Revers.

## Histoire

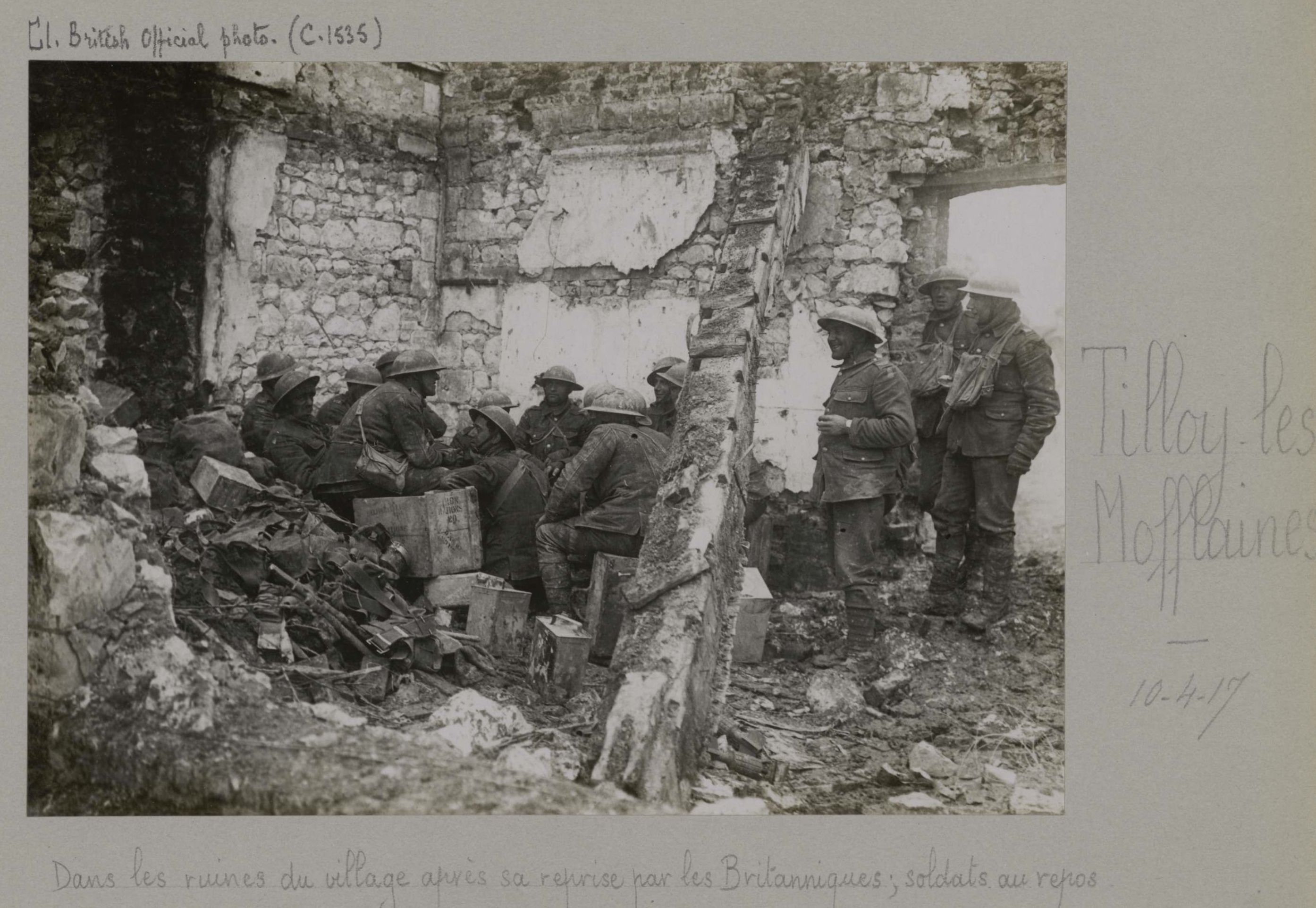
Soldats briatanniques au repos après la prise de Tilloy-lès-Mofflaines le 10 avril 1917.

Tilloy-lès-Mofflaines est occupée par les troupes allemandes dès fin août 1914 et le secteur marquera la fin de la progression allemande devant Arras.
En avril 1917, les alliés lancent la Bataille d'Arras en vue de reconquérir le secteur. Tilloy-Les-Mofflaines est prise par les troupes du Commonwealth le 9 avril 1917 .
Le secteur sera de nouveau perdu fin mars 1918 lors de l'Offensive du printemps de l'armée allemande, puis repris définitivement fin août suivant.
Le cimetière, dont le nom est celui d'une tranchée de l'époque,fut commencé en 1917  par la 15 e division écossaise.
IL comporte aujourd'hui les tombes de 74  soldats britanniques et 2 canadiens
,.

## Caractéristiques
Ce  cimetière a un plan rectangulaire de 25 m sur 15. Il est entièrement clos d'un muret  de moellons. La Croix du sacrifice est implantée sur un terre-plein surélévé. Il a été conçu par l'architecte britannique William Harrison Cowlishaw.

## Sépultures
| Pays        | Sépultures |
| ----------- | ---------- |
| Royaume-Uni | 74         |
| Canada      | 2          |
| Total       | 76         |

## Pour approfondir